# James Ernest Lamy
James Ernest Lamy (Saranac Lake, 30 maggio 1928 – Corning, 30 maggio 1992) è stato un bobbista statunitense.

## Biografia
Ai VII Giochi olimpici invernali (edizione disputatasi nel 1956 a Cortina d'Ampezzo, Italia) vinse la medaglia di bronzo nel Bob a quattro con i connazionali William L. Dodge, Thomas Butler e Arthur Walter Tyler, partecipando per la nazionale statunitense, venendo superate dalle nazionali italiana (medaglia d'argento) e svizzera (medaglia d'oro).
Il tempo totalizzato fu di 5:12,39, con una differenza minima con gli italiani (5:12,10) e con un distacco inferiore ai due secondi dalla svizzera, 5:10,44.
Fu uno dei più titolati nel circuito americano, vinse tre volte il 4 uomini del Nord America(1957, 1959 e 1962) e altri titoli. Suo padre, Ed Lamy, fu un celebre pattinatore di velocità